# Thalictrum philippinense
Thalictrum philippinense är en ranunkelväxtart som beskrevs av Charles Budd Robinson. Thalictrum philippinense ingår i släktet rutor, och familjen ranunkelväxter. Inga underarter finns listade i Catalogue of Life.